# Piton Saint-Leu
Pour les articles homonymes, voir Piton (homonymie).
Piton Saint-Leu est un lieu-dit de l'île de La Réunion, département d'outre-mer français dans le sud-ouest de l'océan Indien. Cette zone d'aménagement concerté constitue un quartier de la commune de Saint-Leu.